# Чёрный, Алексей Лейбович
Алексей Лейбович Чёрный (род. 20 мая 1945, Москва) — советский и российский композитор и режиссёр, педагог. Заслуженный деятель искусств России (1999).

## Биография
Родился 20 мая 1945 года в Москве. Родители — Лейб Шимaнович Чёрный (1921—1968), кавалер ордена Красной Звезды (1945), и Флора Чёрная (1909—2001), — артисты фронтовых концертных бригад Всесоюзного гастрольно-концертного объединения 1-го Украинского фронта, после войны — ведущие артисты «Москонцерта».
После окончания средней школы в 1962 году Чёрный поступает в музыкальное училище имени Октябрьской Революции.
В 1976 году окончил режиссёрский факультет ГИТИСа. В 1964 году в радиостанции «Юность», записывает свою первую песню «Зимняя сказка» на стихи Валентина Кузнецова. Исполняет песню молодая артистка Елена Камбурова. Следом на радио записываются ещё несколько песен в исполнении Елены Камбуровой и Гюли Чохели. В том-же, 1964 году призывается на срочную службу в Советскую Армию, где продолжает сочинять песни для Иосифа Кобзона, Аллы Пугачёвой, Юрия Гуляева, Вадима Мулермана, ВИА «Весёлые ребята», «Голубые гитары», «Аккорд». В начале семидесятых годов все чаще Чёрного приглашают писать музыку для театра и кино. Музыка Чёрного звучит в спектаклях Российского Академического Молодёжного Театра, Российского Академического театра драмы имени Ф. Волкова, Томского театра «Скоморох», Московского театра Гоголя, Московского театра «Эрмитаж», Тульского академического театра драмы имени М. Горького, Московского Нового драматического театра, Московского театра кукол. Он успешно работал с известными российскими режиссерами: Алексеем Бородиным, Александром Вилькиным, Александром Поповым, Романом Виндерманом...
Как автор и исполнитель неоднократно гастролировал в США (вместе с театрами «Open hand» (США), «Скоморох» (Россия), Югославии, Германии и других странах. А. Л. Чёрный принимал участие в работе жюри музыкальных конкурсов:
- Конкурс им. П. И. Чайковского (председатель жюри) — г. Коломбо,
- Всероссийский Пушкинский молодёжный фестиваль искусств — г. Москва,
- Международный конкурс «Белгородская забава» — г. Белгород.
- Молодёжный фестиваль-конкурс им. Б Брунова (сопредседатель жюри) — г. Москва

Музыкальные произведения Чёрного многократно издавались. В 2007 году в издательстве «Музыка» вышел сборник песен и романсов «Перепады» на стихи Елены Исаевой.
В 2011 году вышла книга воспоминаний А. Чёрного «Исполнение себя». В 2020 году вышла книга «По-чесноку» в издательстве «Буки Веди», в 2022 году вышла книга «На своём веку».

## Песни
- «Зимняя сказка», стихи Валентин Кузнецов. Исполнитель Елена Камбурова
- «Солнечный зайчик», стихи Валентин Кузнецов. Исполнитель Гюли Чохели
- «Все бывает в первый раз», стихи Михаил Пляцковский. В разные годы исполняли Алла Пугачёва, Лола Хомянц
- «А чуть-чуть не считается», стихи Михаил Либин. Исполнители Вероника Круглова и Вадим Мулерман; Ирина Дельская и Леонид Серебренников…
- «Под гармошку и под гитару» (Новые песни придумала жизнь), стихи Анатолий Митников. Исполнители Квартет «Аккорд»; Олег Ухналёв…
- «Небо над Рязанью» (Рязанская песня), стихи Михаил Танич. Исполнители Валентина Толкунова; Юрий Гуляев; Иосиф Кобзон…
- "Весёлый урок Радионяни, «Ударение», стихи Эдуард Успенский. Исполнители Николай Литвинов, Александр Лившиц, Александр Левенбук
- «Нет, мы ещё не старые», стихи Феликс Лаубе. Исполнители Владимир Макаров; Эдуард Лабковский…
- «Самая трудная роль», стихи Михаил Танич. Исполнители Николай Литвинов…
- «Кручина», стихи Наум Станиловский, Исполнители Алла Пугачёва; Иосиф Кобзон…
- «День рождения любви», стихи Роберт Рождественский. Исполнители Сергей Захаров, Дмитрий Ромашов…
- «Скажи мне, вишня», стихи Владимир Харитонов. Исполнитель ВИА «Калинка»
- «Верность», романс, стихи Елена Исаева. Исполнитель Ирина Сурина
- «Над кипятком ладони грея…», романс, стихи Елена Исаева. Исполнитель Ирина Сурина
- «Мальчики», стихи Елена Исаева. Исполнитель Саид Багов
- «Радуга нас соединит», стихи Дмитрий Иванов. Исполнитель Иосиф Кобзон
- «Жизнь прекрасна», стихи Борис Салибов. Исполнитель Алексей Чёрный
- «Королева бала», стихи Борис Штейн. Исполнитель Катя Плетнёва
- «Отец», стихи Герман Гецевич. Исполнитель Алексей Чёрный
- «Ave Maria», стихи Герман Гецевич. Исполнители Максим Катырев и детский вокальный ансамбль «Самые-Небесамые»
- «Чёрный ворон», стихи Герман Гецевич. Исполнитель Алексей Чёрный
- «Частоколы-Лавочки», стихи Катя Плетнёва, Исполнитель Катя Плетнёва

Всего около 150 песен, записанных на радио, телевидение, грампластинках и компакт-дисках.

## Авторские альбомы
- «Мои 64 — 99» выпущен в 1999 году
- «Песни» выпущен в 2003 году
- «Предлагаемые обстоятельства» выпущен в 2005 году
- «35М» (Совместно с поэтессой Еленой Исаевой) выпущен в 2010 году[4]
- «Свои песни» выпущен в 2015 году издательством АртСервис[5]
- «Жизнь прекрасна» выпущен в 2020 году издательством АртСервис[6]
- «„Советские песни“ композитора Алексея Чёрного» выпущен в 2021 году издательством АртСервис[7]

## Спектакли
- Тимур против Квакина[8] (мюзикл)
- Виндзорские насмешницы
- Лизанька[9](по повести А.Пушкина «Барышня крестьянка») (мюзикл)
- Без царя в голове (музыкальное действо по повести М. Салтыкова-Щедрина «История одного города»)
- Ночь перед Рождеством
- Прости меня
- Сон в летнюю ночь
- Тётка Чарлея
- Хочу в артисты
- Медовый месяц Белугина
- Сирано де Бержерак
- Кавказский меловой круг
- Леди на день
- Анна Каренина
- Держись, поросята
- Женитьба
- О мышах и людях (по роману Дж. Стейнбека)[10]
- Хозяйка гостиницы

всего более 100 спектаклей

## Кинофильмы
- Волшебник дачного посёлка
- По праву победителей
- Геноцид 90
- Урок

Всего 11 кинофильмов

## Награды и звания
- 1965 год — медаль «XX лет победы в ВОВ»
- 1970 год — Лауреат Всесоюзного конкурса молодёжной песни (за песню «Нет, мы ещё не старые» на стихи Феликса Лаубе) — III премия
- 1976 год — Лауреат пятого Всероссийского конкурса патриотической музыки (за песню «Возвращение к Волге», на стихи Бориса Вахнюка) — I Премия — — газета «Правда» от 28 июня 1976 года
- 1998 год — Медаль «В память 850-летия Москвы»
- 1999 год — заслуженный деятель искусств России (30 июля 1999 года)[11]
- 2004 год — Благодарность Министра культуры и массовых коммуникаций Российской Федерации (21 декабря 2004 года) — за сохранение и приумножение лучших традиций отечественной культуры и в связи с 75-летием Центрального Дома работников искусств[12]
- 2005 год — орден Михайло Ломоносова
- 2005 год — Действительный член, Академик Академии проблем безопасности, обороны и правопорядка
- 2010 год — почётный знак «Трудовая доблесть Россия»